# Juan Hurtado de Mendoza
Juan Hurtado de Mendoza, apodado El Bello Español (Guadalajara, España, 1548 - Roma, 6 de enero de 1592) fue un religioso católico y cardenal español.

## Biografía
Hijo de Diego Hurtado de Mendoza, V conde de Saldaña, y María de Mendoza y Fonseca (nieta del cardenal González de Mendoza). En la familia hubo otros cardenales: Diego Hurtado de Mendoza y Quiñones (1500); Íñigo López de Mendoza y Zúñiga (1530); y Francisco de Mendoza y Bobadilla (1544).
Estudió Filosofía y Teología en la Universidad de Alcalá. Fue nombrado canónigo del cabildo de la catedral de Salamanca, arcediano de la catedral metropolitana de Toledo y diácono de la iglesia de Talavera de la Reina.
Creado cardenal presbítero en el consistorio del 18 de diciembre de 1587, recibió el titulus de Santa María en Traspontina. El papa reclamó que renunciase al deanato de Talavera, lo que hizo a regañadientes. 
Participó en el primer cónclave de 1590, en el que fue elegido Urbano VII y en el siguiente cónclave del  mismo año, en el que se eligió a Gregorio XIV. También en el de 1591 en el que se eligió a Inocencio IX.
Murió en Roma, 6 de enero de 1592.